# Machacalis
Machacalis – miasto i gmina w Brazylii, w stanie Minas Gerais. Znajduje się w mikroregionie Nanuque.